# Platelet-Derived Growth Factor A
Platelet-Derived Growth Factor A (PDGF-A) ist einer von vier Wachstumsfaktoren der PDGF-Familie. Das Protein wird sowohl bei Verletzung von den Blutplättchen abgegeben und stimuliert neues Zellwachstum im umliegenden Gewebe sowie es auch bei der Entwicklung des Embryo eine wichtige Rolle spielt. Mäuse, die ohne dieses Protein geboren wurden, haben unterentwickelte Hoden, keine Leydig-Zellen und veränderte Spermien (spermatogenic arrest).

## Biosynthese
Das für das humane PDGF-A codierende Gen liegt auf Chromosom 7 und besteht aus 6 Exons, die sich über 18 900 Basenpaare erstrecken. Das 1 431 Basen lange Transkript wird in ein 211 Aminosäuren langes Protein translatiert, das nach der Entfernung der N-terminalen Signalpeptids (20 Aminosäuren) das Propeptid ergibt. Nach der Abspaltung von weiteren 66 Aminosäuren entsteht die Haupt-Isoform von PDGF-A, bei dessen anderer Isoform die C-terminalen 15 Aminosäuren fehlen. Die beiden Isoformen haben somit eine Länge von 125 und 110 Aminosäuren.

## Biologische Funktion
Die biologischen Funktionen der Wundstimulation und während der Embryogenese werden durch Bindung der A+A- oder A+B-Dimere an einen der PDGF-Rezeptoren vermittelt, die als Tyrosinkinase agieren.